# Chiesa di Santa Maria della Provvidenza (Caltanissetta)

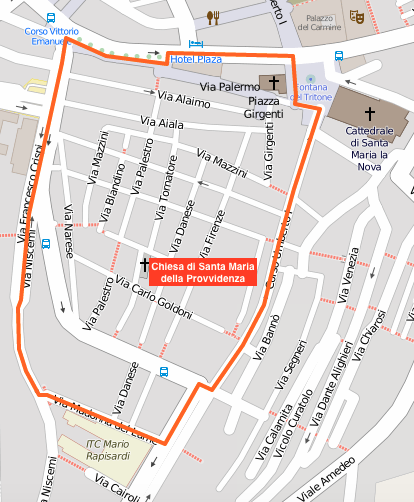
Mappa del quartiere e della chiesa

La chiesa Santa Maria della Provvidenza o chiesa della Provvidenza è una chiesa parrocchiale aperta al culto della diocesi di Caltanissetta, si trova nel centro dello storico e omonimo quartiere della Provvidenza.

## Storia
Le sue origini, secondo il canonico e storico nisseno Francesco Pulci, sono databili per la fine del XV secolo. In un documento si parla di una sua confraternita, la Confraternita di Santa Maria della Provvidenza, costituitasi nel 1547.

## Descrizione
Ha un campanile posto a sinistra sul tetto ed una elegante scalinata d'ingresso semicircolare, di inizio XX secolo, in pietra bianca. L'austera facciata si affaccia su Via Goldoni con orientamento a Sud.

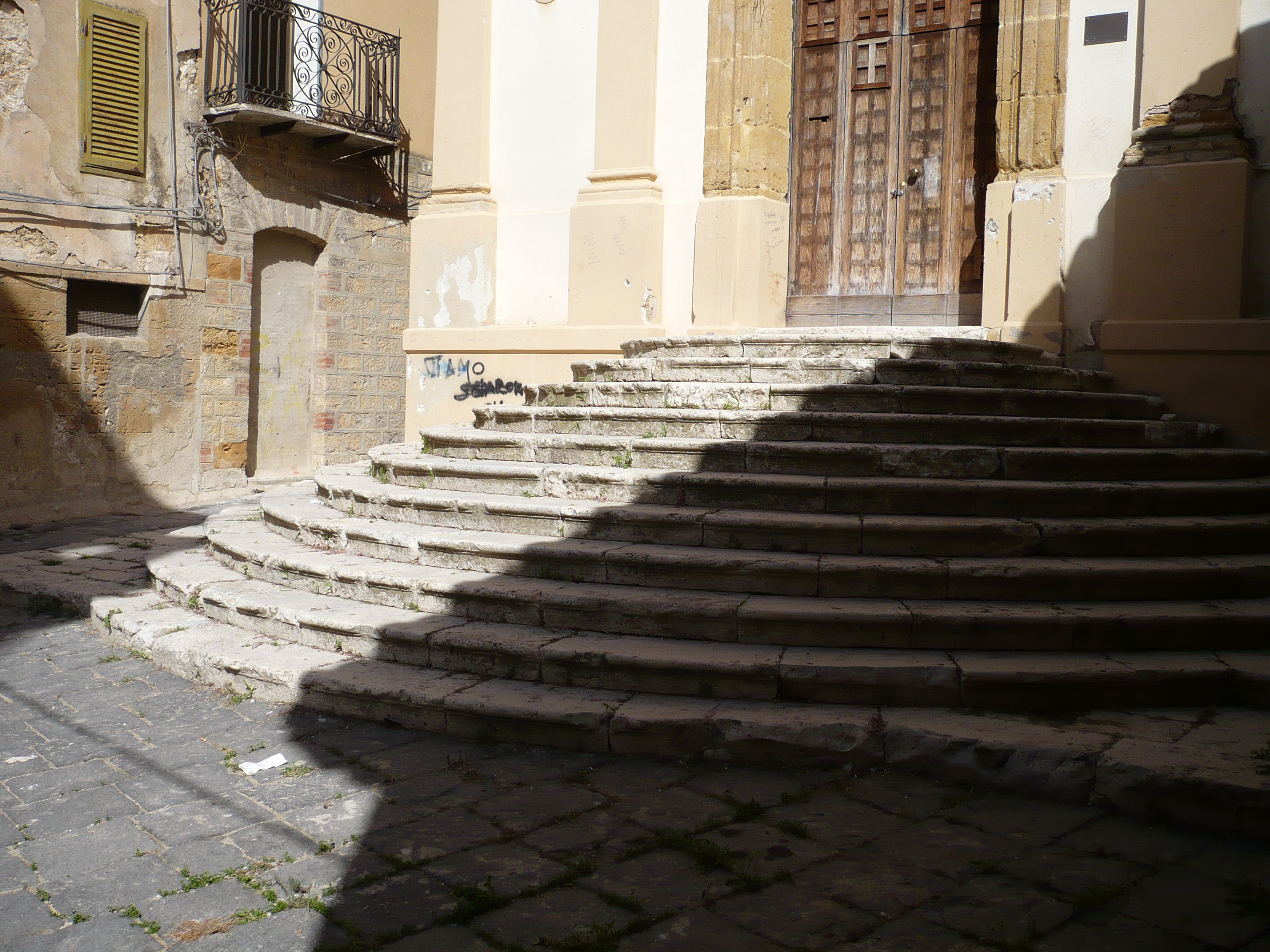
Scalinata e portone della Chiesa della Provvidenza a Caltanissetta
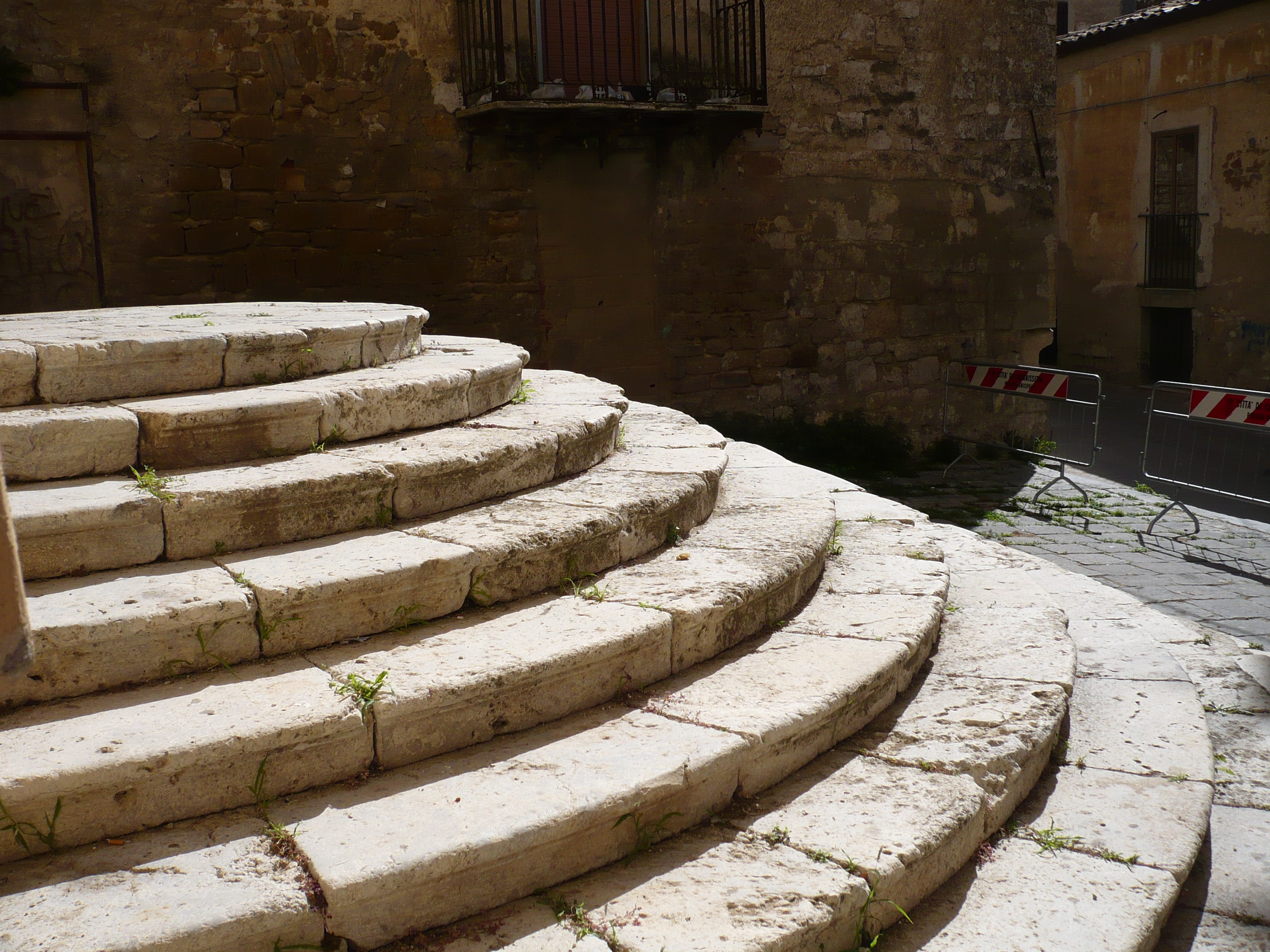
Scalinata della Chiesa della Provvidenza a Caltanissetta, particolare
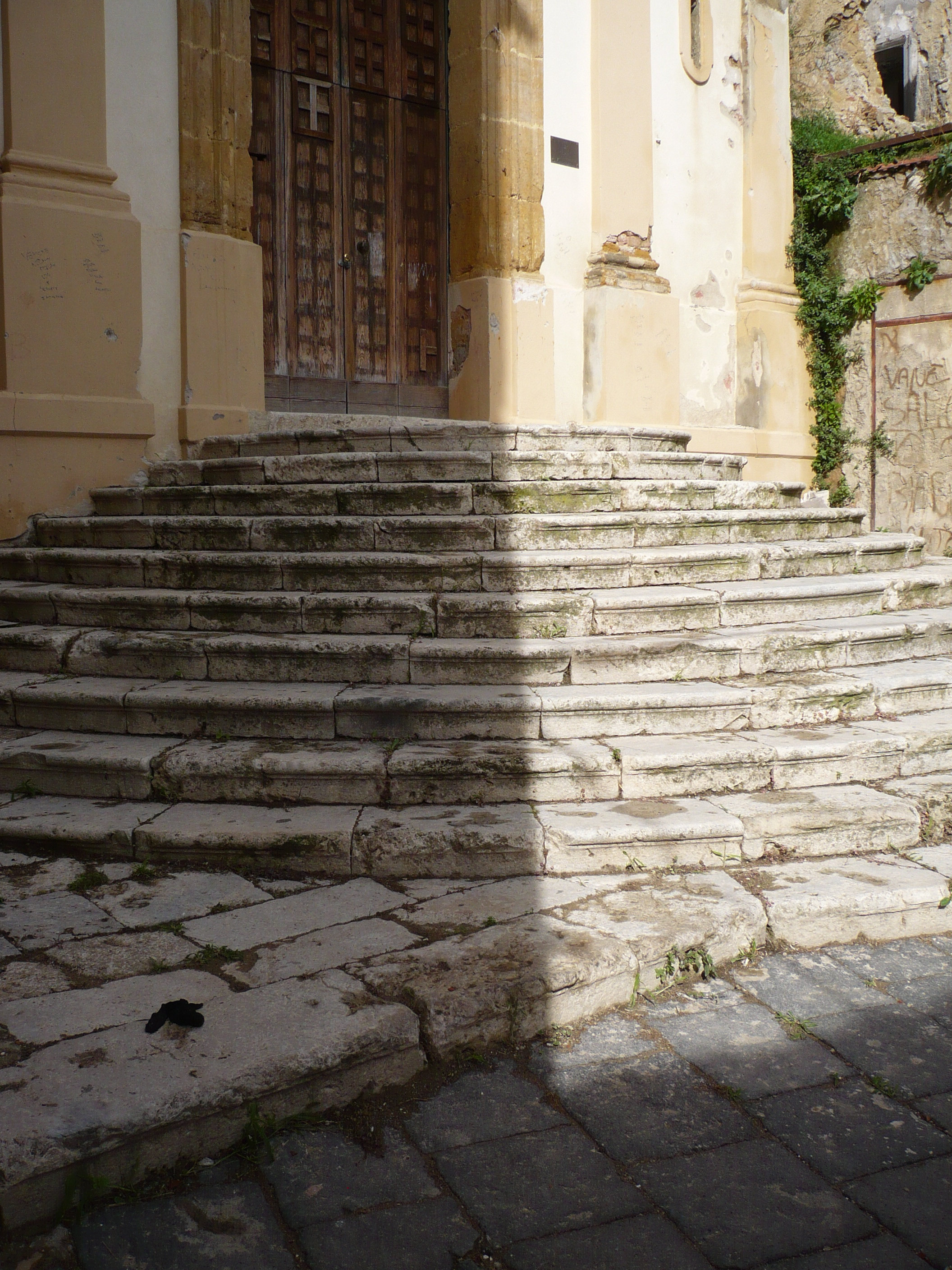
Scalinata e portone della Chiesa della Provvidenza a Caltanissetta
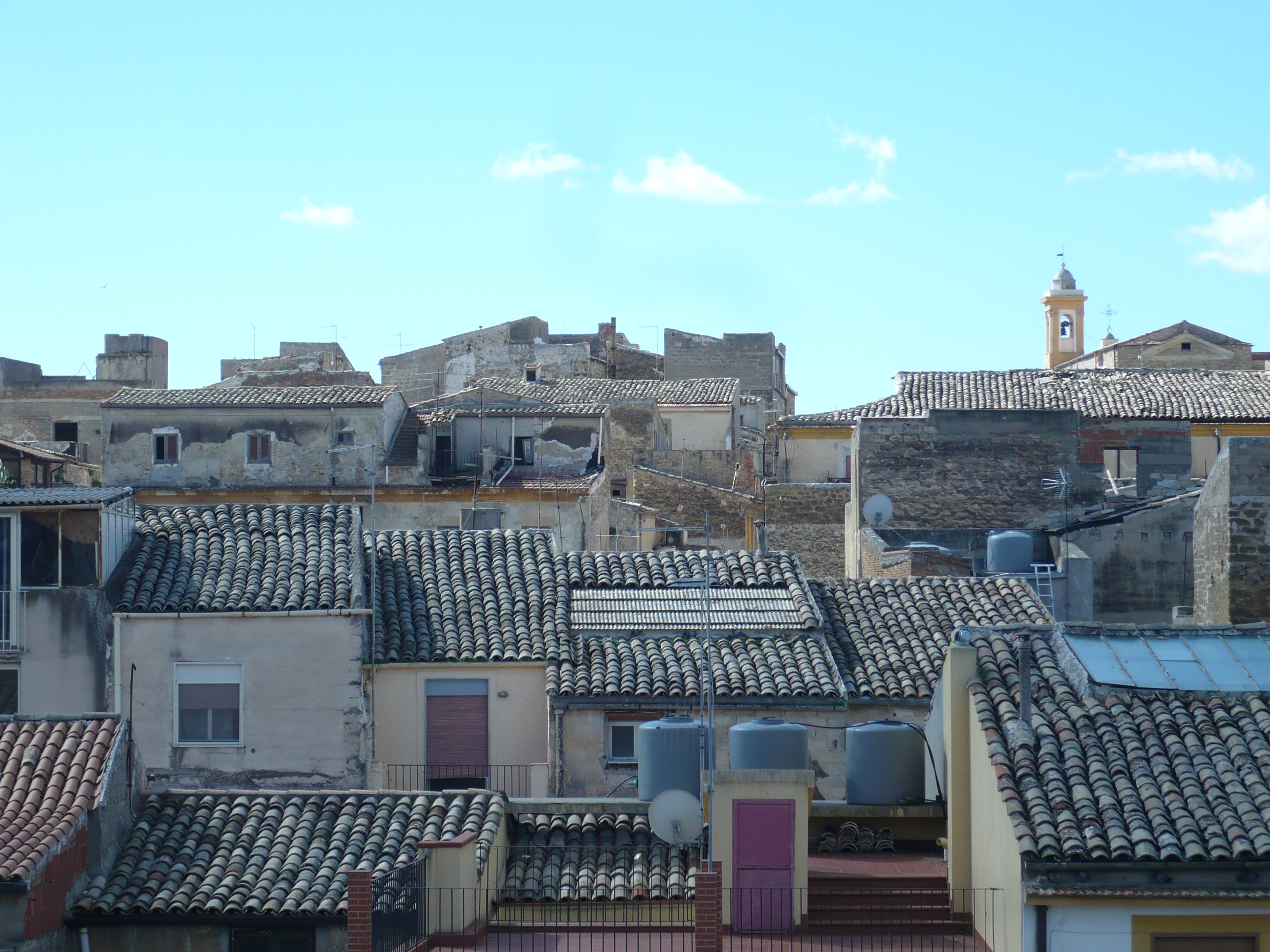
Vista da nord e dall'alto dei tetti della "Provvidenza", è visibile dal retro il campanile e il timpano della omonima chiesa di Santa Maria